# کیت ریچاردسون (ژیمناست)
کیت ریچاردسون (ژیمناست) (به انگلیسی: Kate Richardson (gymnast)) ژیمناست زادهٔ ۲۷ ژوئن ۱۹۸۴ میلادی اهل کشور کانادا است.